# FCHO2
FCHO2‏ (FCH domain only 2) هوَ بروتين يُشَفر بواسطة جين FCHO2 في الإنسان.